# Coles Phillips

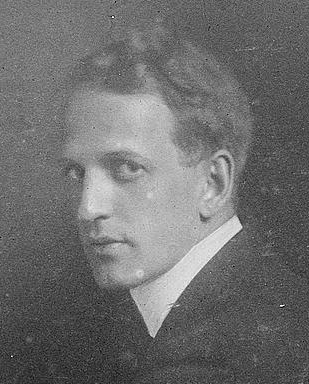
Coles Phillips

Clarence Coles Phillips (3 de octubre de 1880 – 13 de junio de 1927) fue un artista e ilustrador estadounidense que firmó sus primeras obras C. Coles Phillips, pero después de 1911 trabajó bajo el nombre abreviado, Coles Phillips. Es conocido por sus elegantes imágenes de mujeres y el uso característico del espacio negativo en las pinturas que creaba para anuncios y portadas de revistas populares.

## Biografía
Phillips nació en Springfield, Ohio, hijo de Anna Seys y Jacob Phillips. De 1902 a 1904, asistió a Kenyon College en su estado natal, donde fue miembro de Alpha Delta Phi. Sus ilustraciones se publicaron en las ediciones de 1901-1904 del anuario de la escuela, The Diana.
Después de dejar Kenyon, Phillips se mudó a Manhattan, decidido a ganarse la vida con su arte. Tomó clases nocturnas durante tres meses en la Chase School of Art, su única formación artística formal, antes de establecer su propia agencia de publicidad. Uno de los empleados de Phillips era el joven Edward Hopper, su antiguo compañero de clase.
En 1907, Phillips se reunió con JA Mitchell, el editor de la revista Life, y fue contratado para su personal a la edad de veintiséis años. Phillips estaría asociado con la revista durante toda su vida.

## Carrera artística

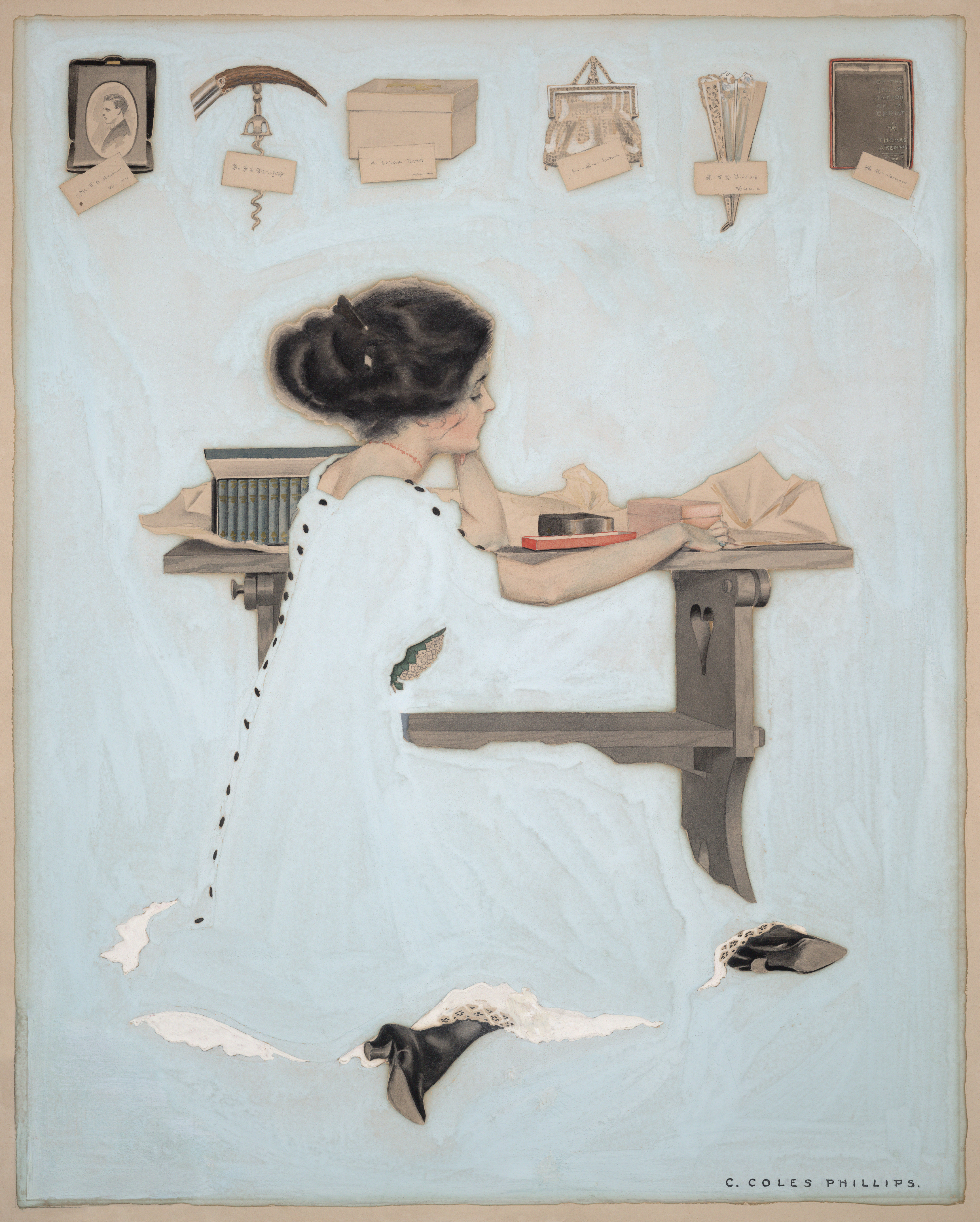
La portada de la revista Life, fechada el 27 de enero de 1910, demuestra la técnica de "desvanecimiento" de Phillips: partes de la falda de la figura se fusionan a la perfección con el fondo, sin embargo, el espectador puede definir fácilmente el borde de la falda.

El trabajo de Phillips rápidamente se hizo popular entre los lectores de Life. En mayo de 1908, creó una portada para la revista que presentaba su primer diseño de "niña lejana" con una figura cuya ropa hacía juego y desaparecía en el fondo. Phillips desarrolló esta idea en muchas portadas posteriores.
El uso de Phillips del espacio negativo permitió al espectador "rellenar" la imagen; También redujo los costos de impresión de la revista, ya que "la novedad de la técnica y las sorprendentes cualidades de diseño enmascaraban el hecho de que Life se las arreglaba con portadas de un solo color o de dos colores en un día en el que las portadas a todo color eran de rigor para el mejores revistas". Phillips trabajó en acuarela y siempre pintó de la vida; según su biógrafo, Michael Schau, "se negó a trabajar con fotografías o usar el pantógrafo".
Phillips produjo portadas para otras revistas nacionales además de Life, incluida Good Housekeeping, que durante dos años (a partir de julio de 1912) lo convirtió en su único artista de portada. Phillips también creó muchas imágenes publicitarias para los fabricantes de ropa de mujer y para clientes como la empresa de automóviles Overland y los cubiertos de la comunidad Oneida. Su serie que muestra a mujeres con productos de calcetería a prueba de agujeros fue considerada atrevida para su época. Las obras de Phillips también aparecen en las ediciones de 1921 y 1922 del anuario de la Academia Naval de Estados Unidos, Lucky Bag.

## Vida personal
Desde 1905 hasta su muerte, Phillips vivió y trabajó en New Rochelle, Nueva York. Sus hábitos de trabajo eran regulares; sus otras actividades incluían la cría de palomas, un pasatiempo que había practicado desde los ocho años.
En diciembre de 1907, Phillips conoció a Teresa Hyde, una enfermera que se convirtió en su modelo más frecuente durante sus primeros años. Se casaron a principios de 1910.
En 1924 le diagnosticaron tuberculosis del riñón, y durante el resto de su vida estuvo enfermo con frecuencia. En enero de 1927, cuando los problemas de la vista le dificultaban la pintura, se dedicó a escribir. Phillips murió en New Rochelle en su casa, de su enfermedad renal el 13 de junio de 1927, a la edad de cuarenta y siete años. El funeral se llevó a cabo el 14 de junio en la casa Sutton Manor en New Rochelle y fue oficiado por el reverendo Paul Gordon Favor de la Iglesia Episcopal Trinity de New Rochelle. Artista y amigo, JC Leyendecker lo elogió como un artista "único en su campo, uno con un sentido altamente desarrollado de la decoración y el color... estaba por delante de la mayoría de los hombres en la representación del tipo estadounidense de feminidad joven". Luego, el cuerpo fue llevado al crematorio Fresh Pond para su cremación.

## Exposiciones
Las obras de Phillips se exhiben a menudo junto con las de otros artistas gráficos notables. En 2002, “Bellezas americanas: dibujos de la edad de oro de la ilustración” de la Swann Gallery, contó con Phillips, Charles Dana Gibson, Wladyslaw Benda y Nell Brinkley, entre otros. Phillips también se incluyó en el "Brindis por la ciudad: Norman Rockwell y los artistas de New Rochelle" del Norman Rockwell Museum y en "Illustrating Modern Life: The Golden Age of American Illustration from the Kelly Collection" en el Frederick R. Museo de Arte Weisman en la Universidad de Pepperdine. En 2015, Oneida Community Mansion House presentó una exposición centrada en los anuncios de Phillips creados para los cubiertos Oneida de 1911 a 1924.